# Kite buggy

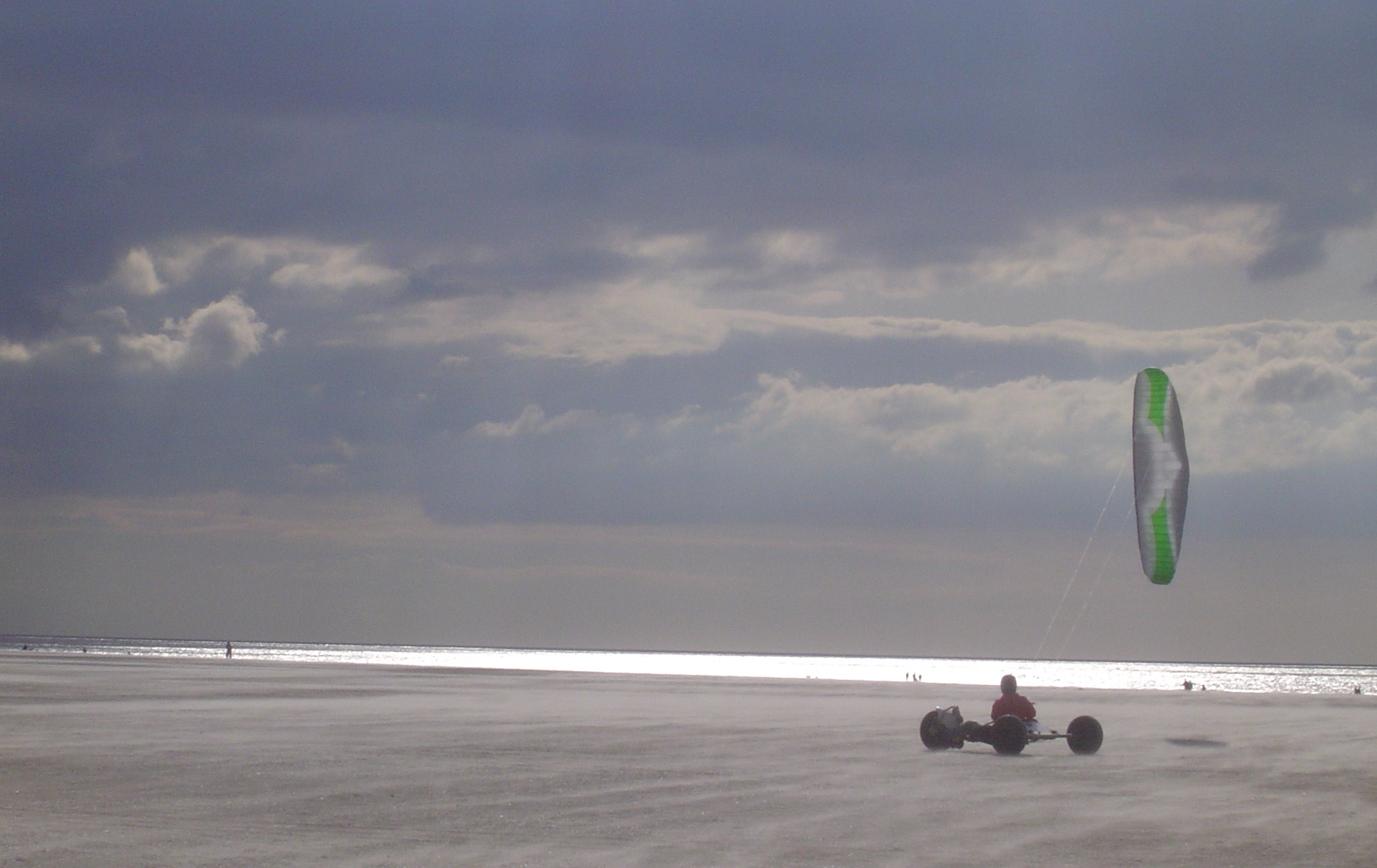
Un piloto durante una prueba de kite buggy.

El kite buggy (también llamado parakart) es un deporte que consiste en el uso de una cometa de tracción (del inglés kite) para deslizarse sobre arena o hierba. Gracias al viento, la cometa estira al deportista a través de una serie de cuerdas, que están sujetas a un pequeño velero con ruedas (del inglés buggy).

## Accesorios

### Elbuggy
El buggy es un kart con tres ruedas, que no lleva motor y que es fácilmente desmontable y transportable.  Como en la navegación a vela, se siguen los principios básicos y los mismos rumbos que un barco: través, largo, ceñida, empopada, etc.; también se puede ir contra el viento y volver al punto de partida haciendo bordos. Surgieron a principios de los años 80 del siglo XX y con ellos las velocidades de más de 90 km/h no son imposibles.
Partes significativas
- La dirección: es la parte delantera del buggy y está compuesta por una rueda unida a la horquilla, y una estribera a cada lado de la horquilla para reposar los pies con los que se dirige el buggy. A su vez la horquilla se une a una tija que es el elemento de unión con la cuna del buggy.

- La cuna: es la parte media del buggy y está compuesta por dos barras laterales, en las que reposa el asiento, y es donde va sentado el piloto. La parte posterior de la cuna se une con el eje trasero.

- Eje trasero: es la parte posterior del buggy y está compuesta por un eje con una rueda en cada extremo.

- El chasis: se fabrica en acero inoxidable para evitar o minimizar la oxidación, ya que este deporte se practica habitualmente en playas y zonas cercanas al mar. En menor cantidad se pueden encontrar buggies fabricados en hierro, siendo muchos de ellos de fabricación no profesional. En la zona del asiento, el chasis va enfundado en espuma de alta densidad, a su vez protegida con cordura.

- Las ruedas: se hinchan con aire, el neumático es de goma pudiendo ser rayado o slick y las llantas en su mayoría son de plástico, aunque últimamente se pueden encontrar de acero inoxidable.

### La cometa
La cometa es una vela o ala con perfil aerodinámico flexible (exceptuando algunos modelos que sí incluyen varillas rígidas). La cometa está formada por:
- La tela: se usan telas de Nylon muy ligeras a la vez que resistentes. Dependiendo de la casa comercial que distribuya la tela, éstas se pueden encontrar por diversos nombres: Skytex, Chikara, Porcher…

- El bridaje: es el conjunto de cuerdas finas que salen de la cometa. Junto con la tela, el bridaje es el responsable de darle consistencia y estabilidad al perfil aerodinámico de la cometa.

- Líneas: son hilos muy finos que salen del bridaje y llegan hasta los mandos. Las cometas de tracción usan 2 o 4 líneas (en muy pocos casos usan una quinta línea). Dos de esas líneas tienen más resistencia, y van unidas a la zona superior del bridaje siendo las responsables de la zona de tracción de la vela. Las otras dos líneas, tienen una menor resistencia, y van unidas a la zona inferior del bridaje, siendo las responsables de la zona de freno de la vela. En cometas de alto rendimiento, los frenos son una parte muy importante para el control, manejo, e incluso potenciación de la cometa. Las líneas tienen una longitud variable, generalmente entre 15 y 30 metros de longitud.

- Mandos. Cada cometa lleva dos mandos, uno para cada mano. Cada mando tiene un cordel para unir la línea de tracción, y la línea de freno. Los mandos generalmente van unidos el uno al otro mediante un cordel muy resistente de materiales como el Spectra, que se usa para enganchar los mandos a un gancho o a una polea de un arnés. También es posible encontrar cometas que usan una barra, con o sin sistema depower (idéntico al usado en cometas de Kite Surf).

En kite buggy existen diferentes tamaños de cometa en el mercado que van desde 0,7 m² hasta 17 m². El tamaño a usar dependerá sobre todo de la velocidad del viento: a más velocidad de viento se utiliza una cometa más pequeña, y a menos velocidad de viento se utiliza una cometa más grande. No obstante, a la hora de elegir la talla de la vela entran en juego otras variables como por ejemplo: el tipo de viento (laminar o racheado), el peso del piloto, el peso del buggy, la experiencia del piloto, la superficie sobre la que se practica, la orografía de la zona... 

### Otros complementos
Tal vez los accesorios más importantes para practicar kite buggy son el arnés y el casco, aunque también pueden usarse otros materiales de seguridad como gafas, espaldera, coderas, guantes, peto protector, espinilleras, y rodilleras.
- El arnés. Es una prenda que se sujeta a la cintura del piloto, y que tiene un gancho o polea donde se engancha el cordino de los mandos. Si el uso del arnés es intensivo, o en zonas donde la arena o el salitre son protagonistas, los pilotos eligen las poleas, para evitar que la fricción prolongada del cordel sobre el gancho, desgaste y acabe rompiendo el cordino. El arnés ayuda a descansar los brazos, y a evitar el agotamiento muscular. Además al ir sujeto a la cintura, hace descender el punto de gravedad, dificultando que el piloto salga despedido del buggy. También facilita poder usar más talla de cometa, para mejorar el rendimiento en los diferentes rumbos.

- El casco. Es una prenda de seguridad que utiliza la mayoría de practicantes. En las competiciones el casco es obligatorio. Se usan cascos no integrales: de patinaje por ejemplo; e integrales: de descenso o de parapente.

Otros accesorios como las gafas sirven para protegerse del sol, o de los salpicones de agua, tierra, barro, o arena. Las espalderas, petos, coderas, espinilleras y rodilleras, son elementos de protección para proteger al piloto de eventuales golpes contra el propio buggy o contra el suelo u otros objetos. Los guantes protegen las manos del rozamiento que estas sufren por la manipulación de los mandos. Hay también muchos accesorios como el GPS, el odómetro, el anemómetro, mosquetones y un trapecio ad hoc.